# 苅田知英
苅田 知英（かりた ともひで、1948年8月17日 - ）は、日本の実業家。中国電力代表取締役会長。

## 経歴
- 山口県出身
- 1967年3月 山口県立豊浦高等学校卒業
- 1972年3月 九州大学法学部卒業
- 1972年4月 中国電力入社
- 1993年2月 同社 営業部課長
- 1997年2月 同社 営業部次長
- 1997年6月 同社 岡山支店 倉敷営業所長
- 1999年6月 同社 企画室部長
- 2001年10月 同社 経営企画室部長
- 2002年6月 同社 理事 経営企画室部長
- 2004年6月 同社 理事 経営企画部門部長（経営企画室）
- 2005年6月 同社 取締役 経営企画部門部長（経営企画）
- 2006年2月 同社常務取締役 経営企画部門長
- 2007年2月 同社常務取締役 経営企画部門長，企業再生プロジェクト長
- 2008年2月 同社常務取締役 経営企画部門長
- 2008年6月 同社常務取締役 グループ経営推進部門長
- 2010年6月 同社取締役副社長 人材育成担当，考査部門長，原子力強化プロジェクト長[1]
- 2011年6月 同社取締役社長代表取締役，上関原子力立地プロジェクト長
- 2013年3月 ポーランド共和国エネルギー功労章受章[2]
- 2014年4月 ポーランド共和国功労勲章オフィツェルスキ十字型章受章[3]
- 2016年6月 同社代表取締役会長
- 2022年6月 同社相談役